# Zwaag (Oldambt)
Zwaag is een verdwenen middeleeuwse nederzetting in het Oldambt, die heeft gelegen ten zuiden van de Punt van Reide, in de buurt van Tysweer en Palmar.
Zwaag moet niet verward worden met de buurtschap Scheemderzwaag bij Scheemda en het streekje Lange Zwaag bij Wagenborgen. Een eerdere sluis te Scheemderzwaag gaf kennelijk zijn naam aan de Oude Swaagzijl uit 1701 die het water van de Oude Geut naar de Dollard afvoerde.

## Het dorp Zwaag
Zwaag of de Swage was een kerkdorp op de grens van het Klei-Oldambt en het Wold-Oldambt, aan de westkant van de Termunter Ee. De naam verwijst vermoedelijk naar 'weilanden, waar vee gehouden wordt', Oudfries *swãch, Oudsaksisch swēga 'kudde, weide', Middelhoogduits swei(e), sweig(e) 'troep vee, veehouderij,weiland', Oudhoogduits sweiga 'koestal, melkerij en het daarbij behorende weiland'. HIeraan is kennelijk de betekenis 'laag weiland'  ontleend. Het woord hoort vooral bij de Friese streken en is verbreid van Noord-Holland tot Oldenburg.  
In 1419 stonden er in de dorpskern van Swaech behalve de kerk nog twee huizen. De inwoners verklaarden dat het dorp de laatste dertig jaar sterk was vervallen en droegen de zielzorg over aan het Grijzemonnikenklooster van Termunten. Waarschijnlijk had het dorp sterk te lijden onder het binnenwater van de Munter Ee. Twee waterstaatsverdragen uit 1391 en 1420 stellen stelt dat de Ee door die hemmericke loopt, na den Schwaich, en dat men de Eedyck in den Swage heel dient te laten
In 1454 werd een dijk gelegd vanaf de Punt van Reide naar Tysweer en Palmar, vandaar via Zwaag in een grote boog naar Finsterwolde. Deze dijk brak al na een jaar of twaalf door en het water bereikte daarna Wagenborgen. Enkele bejaarde getuigen verklaarden in 1565 dat de dorpen Swaegh en Tysweer met Palmaer voer een deel noch corts in esse en in fleur syn gewest, maar nu geheel vergaan; ze hadden deze dorpen allemaal nog gekend.
De plaats verdween aan het begin van de zestiende eeuw, na het inbreken van de Dollard. Volgens Ubbo Emmius (1590) bestond het dorp nog eilandsgewijs in de tijd van zijn voorouders. Jacob van der Mersch tekent hier op zijn Dollardkaart van 1574 nog enkele kweldereilandjes.

Stratingh en Venema lokaliseren de nederzetting in het verlengde van de Zwaagweg, lopende vanaf Woldendorp naar het zuidoosten. In de noordelijke hoek van de Finsterwolderpolder werden in 1827 menselijke resten gevonden en deze plaats werd voor het kerkhof van Zwaag gehouden. De schoolmeester van Woldendorp schrijft in 1828 over de vondst van
het voormalig Swaagkerkhof, het welk eenige arbeiders by het graven van de Barmslood in den Zomer van 1827 ontdekt hebben. Dit kerkhof ligt in den noordelyken hoek van de Finsterwolder polder, ten Oosten van onze kerk pl.min: een kwartier uur van daar. Genoemde arbeiders hebben op het einde van de Barmslood, menschengeraamten aangetroffen, in elkander in volle gedaante, en waarvan de beenderen nog vry gaaf waren. Genoemde lyken trof men aan 6½ voeten diepte, beneden de oppervlakte van den grond.

## Zwaagsterzijl en Zwaagsterschans
In de Dollarddijk heeft verder in de zestiende eeuw een tijdlang de Zwaagzijl of Zwaagsterzijl gelegen, waardoor een deel van het Termunterzijlvest op de Dollard uitwaterde. In verband met de oorlogshandelingen werd hier in 1581 een schans gebouwd, die door Spaansgezinde troepen werd bezet. De schans werd in juli 1589 door Staatse troepen veroverd, maar in oktober werden die weer verjaagd. 
Het gehuchtje bij de sluis werd ook wel Zwaag genoemd. Zo tekende de cartograaf Johannes Floranus op zijn kaart van Oost-Friesland uit 1579 een dorp met de verbasterde naam Waecht, in latere drukken gecorrigeerd tot Swaecht. De naam Zwaagzijl bleef tot het begin van de 18e eeuw in gebruik. Het gehuchtje De Schans is rond 1900 van de kaart verdwenen.

## Zwaagweg
De buurtschap Zwaagweg is een voormalige arbeidersbuurt bij Woldendorp die in de 19e eeuw is ontstaan.